# Енн Бонні
Енн Бонні (англ. Anne Bonny; 8 березня 1697 — зникла у квітні 1721) — ірландська жінка-пірат, яка діяла в Карибському морі, і одна з небагатьох жінок серед піратів у історії. Ті мізерні дані, які відомі про її життя, походять здебільшого з книги «Загальна історія піратів» капітана Чарльза Джонсона 1724 року.
Народилася в Ірландії близько 1700 року і переїхала до Лондона, а потім до провінції Кароліна в Британській Америці, коли їй було близько 10 років. Приблизно в 1718 році вона стала дружиною моряка Джеймса Бонні, взяла його прізвище і переїхала з ним до Нассау на Багамських островах, неофіційного притулку для піратів. Там вона зустріла Каліко Джека Рекгема і Мері Рід та займалась піратством у їхній команді. Була схоплена разом з Рекгемом і Рід у жовтні 1720 року. Усіх трьох засудили до смертної кари, але страту Бонні та Рід відклали, оскільки обидві були вагітні. Рід померла від хвороби з гарячкою у в'язниці у квітні 1721 року (ймовірно, через післяпологові ускладнення виникла післяпологова гарячка), доля Енн Бонні невідома.

## Раннє життя
Вважається, що дата народження Енн Бонні припадає приблизно на 1700 рік. Є думка, що вона народилася в Олд-Гед-оф-Кінсейл в графстві Корк, Ірландія. Вона була позашлюбною дочкою адвоката Вільяма МакКормака та його служниці Мері Бреннан. Офіційних записів і сучасних листів, які стосуються її життя, мало, і більшість відомостей походить із «Загальної історії піратів» Чарльза Джонсона (збірка біографій піратів, перше видання частково точне, друге значно прикрашене).
Батько, адвокат Вільям МакКормак, спочатку переїхав до Лондона, щоб переховуватись від родини своєї дружини, і почав одягати Енн як хлопчика і називати її «Енді». Коли дружина МакКормака виявила, що він прийняв свою позашлюбну доньку і виховував її, щоб стати клерком адвоката та одягав її як хлопчика, вона перестала давати йому допомогу. Потім МакКормак перебрався в Британську Америку до провінції Кароліна, взявши з собою Анну та її матір, свою колишню служницю. Батько відмовився від оригінального префікса «Мак» їхнього прізвища, щоб легше злитися з жителями Чарлстона. Спочатку родина мала важкий початок у новому домі, але знання Кормаком закону та вміння купувати та продавати товари незабаром дозволили профінансувати таунхаус, а згодом і плантацію неподалік від міста. Мати Бонні померла, коли їй було 12 років. Її батько намагався зарекомендувати себе як адвокат, але не вдалося. Згодом він приєднався до більш прибуткового торговельного бізнесу і накопичив значні статки.
Було записано, що Енн мала руде волосся і вважалась «гарною дівчинкою», але, можливо, мала запальний характер; у 13 років вона нібито вдарила служницю ножем. Вона зголосилися стати дружиною бідного моряка і дрібного пірата Джеймса Бонні. Він сподівався заволодіти маєтком тестя, але батько відрікся від Енн, не схвалюючи вибору дочки, і вигнав її з дому.
Існує історія про те, що Бонні підпалила плантацію батька на знак помсти, але доказів на її підтвердження немає. Однак відомо, що десь між 1714 і 1718 роками вона та Джеймс Бонні переїхали до Нассау, на острові Нью-Провіденс, відомий як неофіційний притулок для англійських піратів під назвою Піратська республіка. Багато жителів отримали королівське помилування після зайняття піратством або порушування закону іншим чином. Також записано, що після прибуття губернатора Вудса Роджерса влітку 1718 року Джеймс Бонні став інформатором губернатора. Він повідомляв губернатору Роджерсу про піратів у цьому районі, що призвело до арешту багатьох з них. Енн не подобалася робота, яку її чоловік виконував для губернатора Роджерса.

## Піратська діяльність

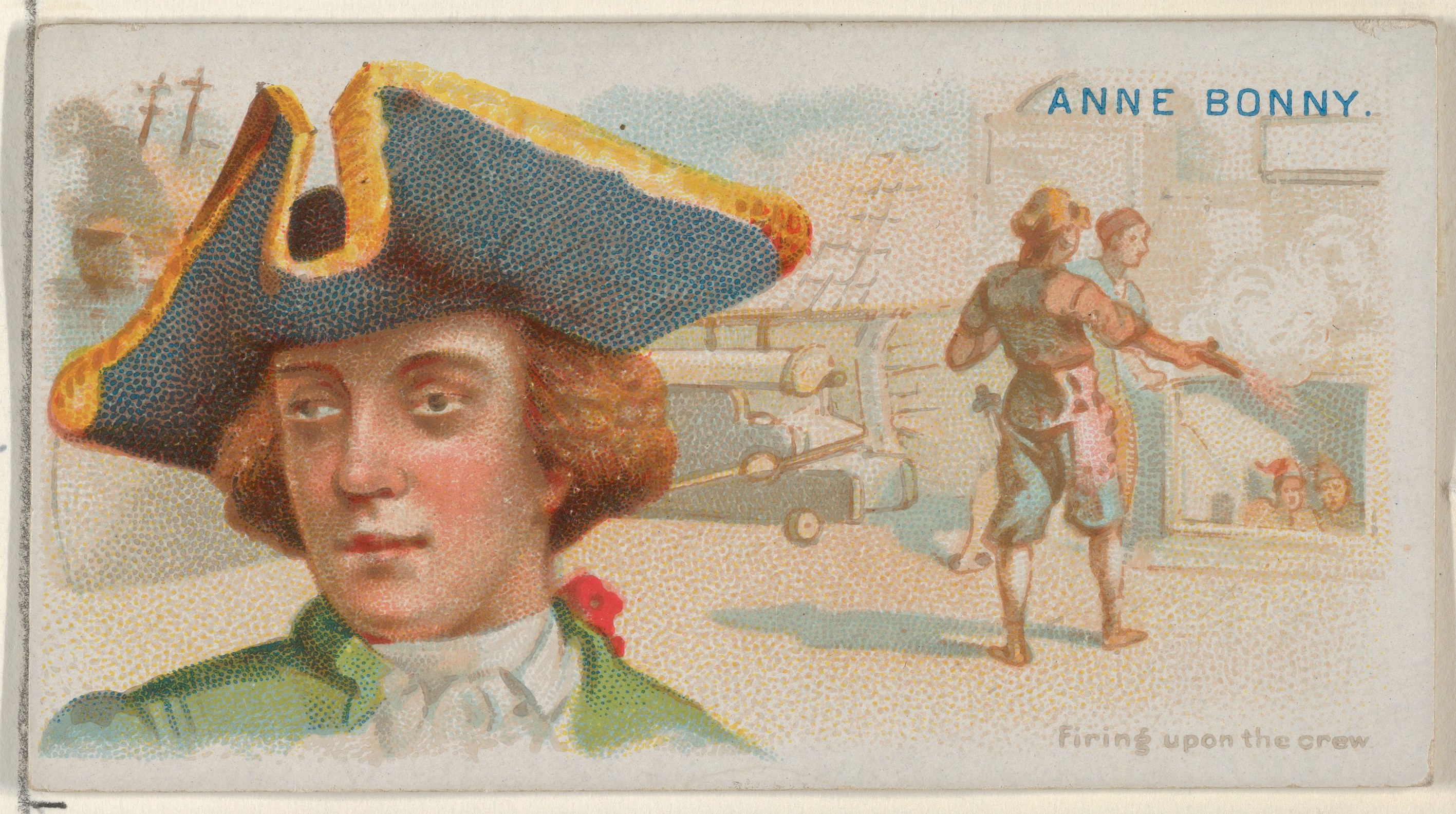
Енн Бонні із серії Pirates of the Spanish Main (N19) для сигарет Allen & Ginter MET DP835030

Перебуваючи на Багамах, Бонні почала спілкуватися з піратами в тавернах. Вона зустріла Джона «Каліко Джека» Рекгема, і він став її коханцем. Ракгем згодом запропонував гроші її чоловікові, якщо він розлучиться з нею, але той відмовився і погрожував побити Рекгема. Бонні з Рекгемом втекла з острова і приєдналась до його команди. На кораблі вона перевдягалася чоловіком, і лише Рекгем та Мері Рід знали, що вона жінка, поки не з'ясувалося, що вона вагітна. Відтак Ракгем висадив її на Кубі, де вона народила сина. Потім вона знову приєдналася до Рекгема і продовжила піратське життя, розлучившись із чоловіком і одружившись з Рекгемом під час перебування в морі. Бонні, Рекгемі та Рід викрали корабель «William», який тоді стояв на якорі в гавані Нассау, вийшли в море, набрали нову команду. Їхня команда провела роки на Ямайці та в околицях. Бонні брала участь у бою разом із чоловіками, і губернатор Роджерс назвав її в циркулярі «Розшукувані пірати», опублікованому в The Boston News-Letter.
Коли Бонні відкрилась Мері Рід, що вона жінка, тому що Бонні її «приваблював», Рід мусила повідомити, що вона теж жінка. Щоб вгамувати ревнощі Рекгема, який підозрював їх у романтичних стосунках, Бонні сказала йому, що Рід — жінка. Плітки щодо стосунків між Енн Бонні та Мері Рід призвели до популярних зображень, на яких вони зображені разом у битві.
Жертва піратів, Дороті Томас, залишила опис Рід та Бонні: "Вони «носили чоловічі куртки, довгі штани та пов'язані на голові хустки: і … кожна з них мала у руках мачете та пістолет і вони брудно сварились і вимагали від чоловіків, щоб вони вбили її [Дороті Томас]». Томас зрозуміла, що вони жінки, «за розміром їхніх грудей».

## Полон і ув'язнення
У жовтні 1720 року Рекгем і команда були атаковані шлюпом під керівництвом Джонатана Барнета за дорученням Ніколаса Лоуза, губернатора Ямайки. Більшість піратів Рекгема не були в змозі чинити опір, оскільки були надто п'яні, щоб битися. Їх доставили на Ямайку, де вони були віддані губернатором Лоусом під суд і засуджені до повішення. За словами Джонсона, останніми словами Бонні до Рекгема були: «Якби ти бився як чоловік, тебе б не повісили, як собаку».
Рід і Бонні обидві звернулись із проханням про помилування до суду, оскільки були вагітні, і суд надав їм відстрочку виконання, поки вони не народять. Мері Рід померла у в'язниці, швидше за все, від гарячки після пологів. У книзі з церкви на Ямайці вказано її поховання 28 квітня 1721 року під назвою «Мері Рід, пірат».

## Смерть
Немає записів про звільнення Енн Бонні, і це породило припущення щодо її долі. У бухгалтерській книзі вказано поховання «Енн Бонні» 29 грудня 1733 року в тому самому місті на Ямайці, де її судили. Чарльз Джонсон пише в «Загальній історії пограбувань і вбивств найвідоміших піратів», опублікованій у 1724 році: «Вона продовжувала перебувати у в'язниці до часу пологів, а потім їй час від часу надавали відстрочення; але що сталося з нею після того, ми не можемо сказати; ми знаємо лише те, що вона не була страчена».
Інші джерела стверджують, що вона, можливо, повернулася до США після ув'язнення і померла в Південній Кароліні в квітні 1782 року.

## У масовій культурі
- Розповідь про Бонні в «Загальній історії піратів» капітана Чарлза Джонсона вважається вигаданою[29] або лише частково правильною[16].
- Бонні — головна героїня документального серіалу Netflix The Lost Pirate Kingdom 2021 року, де її грає Мія Томлінсон.
- Енн Бонні та Мері Рід зображені в анімаційному фільмі «Детектив Конан: Веселий Роджер у блакиті».
- Бонні представлена у відеогрі Assassin's Creed IV: Black Flag спочатку як другорядна персонажка, а пізніше як квартирмейстер головного героя Едварда Кенуея. Її озвучує акторка Сара Грін.
- Бонні — ігровий персонаж у Fate/Grand Order як Вершник класу та Слуга класу Лучник разом із Рідом; Бонні озвучує Аяко Кавасумі.
- Бонні — головна героїня серіалу Starz «Чорні вітрила». Її грає Клара Педжет.
- Рід (Кара Робертс) представляється Бонні під ім'ям Марк Рід в останньому епізоді «Чорних вітрил»[30].
- Бонні є героїнею пісні «The Ballad of Mary Read and Anne Bonny» групи Baja Brigade[31].
- Друга пісня з альбому Death Grips Government Plates називається «Anne Bonny».
- Бонні зображена як піратська очільниця, яка заснувала Ліберталію разом з Генрі Еврі, Томасом Тью та кількома іншими відомими піратами в Uncharted 4: A Thief's End у зміненій версії заснування піратської колонії. Її труп зустрічається в певний момент гри.
- Енн Бонні та Мері Рід згадуються в романі Чарлі Кауфмана «Анткінд» 2020 року.
- У манзі One Piece персонажка Jewelry Bonney названа на честь Енн Бонні.
- Енн Бонні — головний персонаж німецького анімаційного фільму Die Abrafaxe — Unter Schwarzer Flagge (Пірати Тортуги — Під чорним прапором).
- У комедійному фільмі «Еббот і Костелло зустрічають капітана Кідда» 1952 року Гілларі Брук зіграла капітана Енн Бонні. Спочатку вона об'єднує зусилля з капітаном Кіддом у пошуках скарбу, але врешті її він зраджує.
- Персонаж на ім'я Енн Бонні з'являється як антагоніст другого плану в аніме-серіалі 2021 року «Фена: Принцеса піратів». Вона зображена як член піратського екіпажу корабля Rumble Rose, який складається виключно з жінок, і служить під командуванням капітана Грейс О'Меллі. Інший персонаж, названий на честь Мері Рід, є однією із її членів екіпажу.
- Персонаж на ім'я Енн Бонні з'являється в подкасті Cyberpunk Red Dark Future Dice від Rocket Adrift Games. Вона зображена у вигляді зайчика-кочівника.
- Персонаж на ім'я Енн Бонні з'являється як привид в епізоді 1974 року CBS Radio Mystery Theatre під назвою «Дивна подорож леді Ді».
- Бонні є темою пісні Карлієна «Anne Bonny» у 2018 році.
- Енн Бонні, разом із Джоном Рекгемом і Мері Рід, є персонажами вистави The Buccaneers театру AMA. Її роль грає Енні Альбічі.

## Пам'ятник
У 2020 році статую Енн Бонні та Мері Рід було відкрито в Execution Dock у Ваппінгу, Лондон. Згодом статую планують перевезти на острів Бург на півдні Девону.